# U-Bahnhof Oskar-Helene-Heim

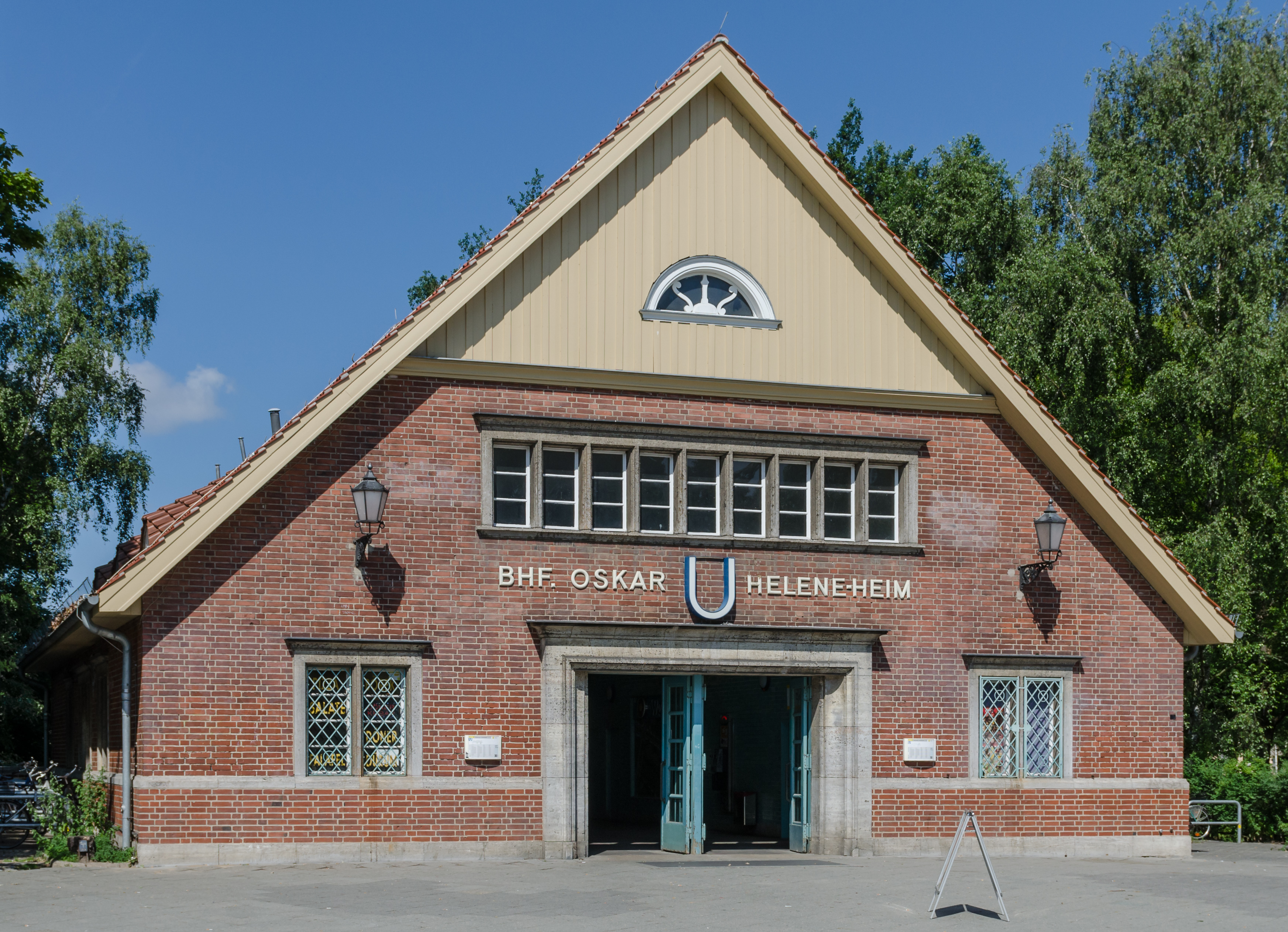
Eingangsgebäude des U-Bahnhofs, gestaltet von Friedrich Hennings

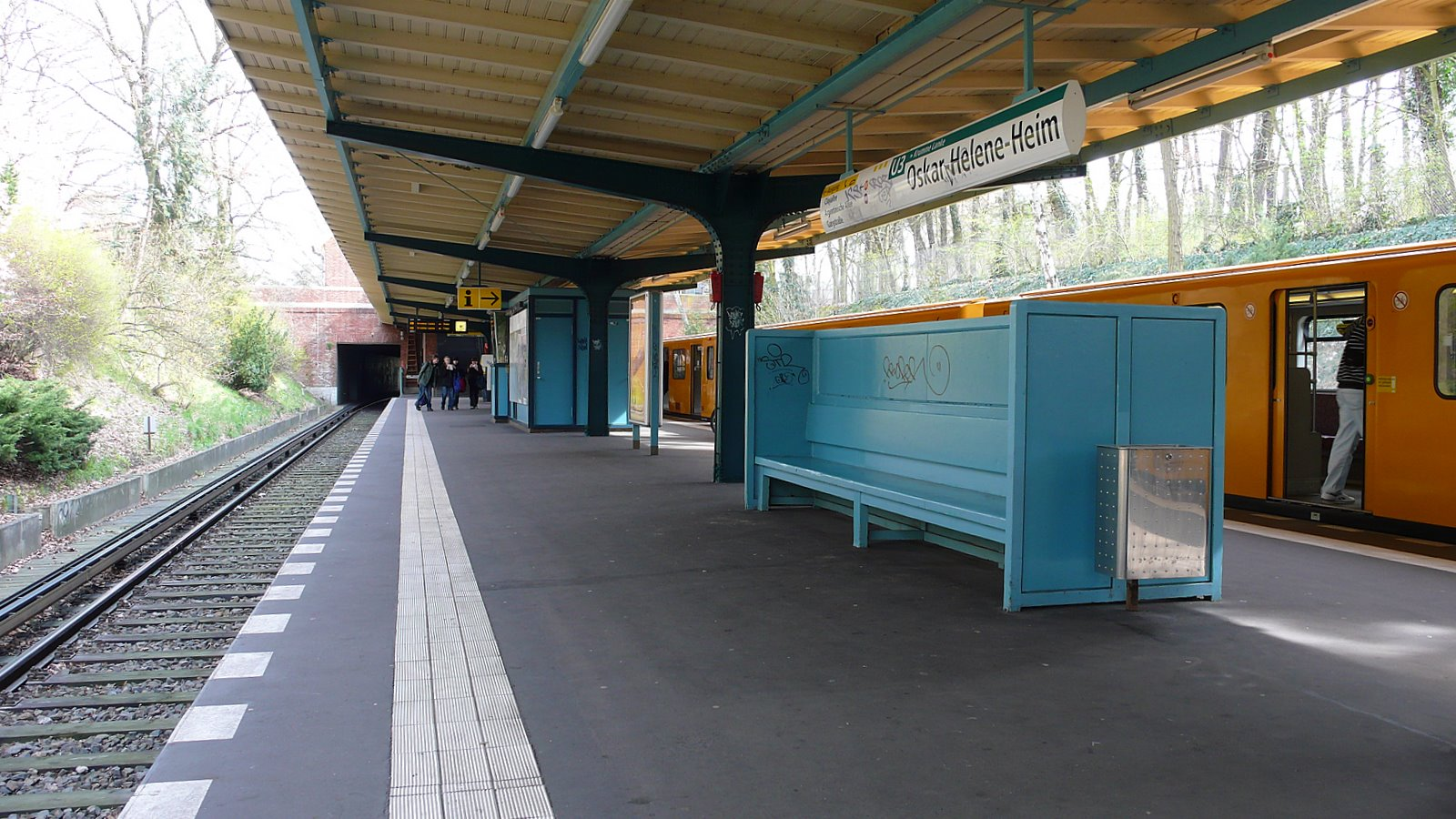
Bahnsteig

Der U-Bahnhof Oskar-Helene-Heim ist ein oberirdisch gelegener Bahnhof der Linie U3 der Berliner U-Bahn. Die Station im Ortsteil Dahlem des Berliner Bezirks Steglitz-Zehlendorf befindet sich an der Clayallee südlich der Kreuzung mit der Argentinischen Allee und wurde am 22. Dezember 1929 gemeinsam mit der Strecke nach Krumme Lanke in Betrieb genommen.
Das namensgebende Oskar-Helene-Heim für Heilung und Erziehung gebrechlicher Kinder in unmittelbarer Nähe der Station eröffnete bereits 1914 kurz vor Beginn des Ersten Weltkriegs. Die Stiftung der beiden Mäzene Oskar und Helene Pintsch finanzierte die Heilanstalt des Krüppelkinder-Heil- und Fürsorge-Vereins für Berlin-Brandenburg.
Der von Adolf Sommerfeld geführte Baukonzern versprach sich eine bessere Erschließung für seine geplanten Siedlungen und finanzierte die rund drei Kilometer lange Strecke ab Thielplatz mit den drei Stationen Oskar-Helene-Heim, Onkel Toms Hütte und Krumme Lanke.
Friedrich Hennings entwarf die Brücke und das mit roten Klinkern und einem Satteldach versehene Empfangsgebäude. Der Innenraum ist mit hellgrünen Siegersdorfer Riemchen ausgestaltet.
Gemäß der zwischen den Berliner Verkehrsbetrieben (BVG), dem Senat von Berlin und Behindertenverbänden vereinbarten Prioritätenliste war ursprünglich geplant, den U-Bahnhof im Zeitraum nach 2016 mit einem Aufzug auszustatten. Die BVG ging zwischenzeitlich von einer Fertigstellung bis Mitte 2015 aus. Ende 2016 war der barrierefreie Ausbau des Bahnhofs für 2017 vorgesehen, die Kosten hierfür wurden mit 1,3 Millionen Euro veranschlagt. Schließlich begannen Arbeiten am Aufzug im Sommer 2017. Er wurde im November 2018 fertiggestellt, zusammen mit einer neuen Zugangsbrücke von der Straßenebene. Die Kosten beliefen sich auf rund 2,9 Millionen Euro. Der Bahnhof ist damit barrierefrei zugänglich.

## Anbindung
| Linie | Verlauf |
| ----- | --- |
|       | Warschauer Straße – Schlesisches Tor – Görlitzer Bahnhof – Kottbusser Tor – Prinzenstraße – Hallesches Tor – Möckernbrücke – Gleisdreieck – Kurfürstenstraße – Nollendorfplatz – Wittenbergplatz – Augsburger Straße – Spichernstraße – Hohenzollernplatz – Fehrbelliner Platz – Heidelberger Platz – Rüdesheimer Platz – Breitenbachplatz – Podbielskiallee – Dahlem-Dorf – Freie Universität (Thielplatz) – Oskar-Helene-Heim – Onkel Toms Hütte – Krumme Lanke |

Am U-Bahnhof bestehen Umsteigemöglichkeiten von der Linie U3 zu den Omnibuslinien X10, 110, 115, 285 und N10 der BVG sowie zur Omnibuslinie 623 der Havelbus Verkehrsgesellschaft.